# Conciliul de la Basel, Ferrara și Florența

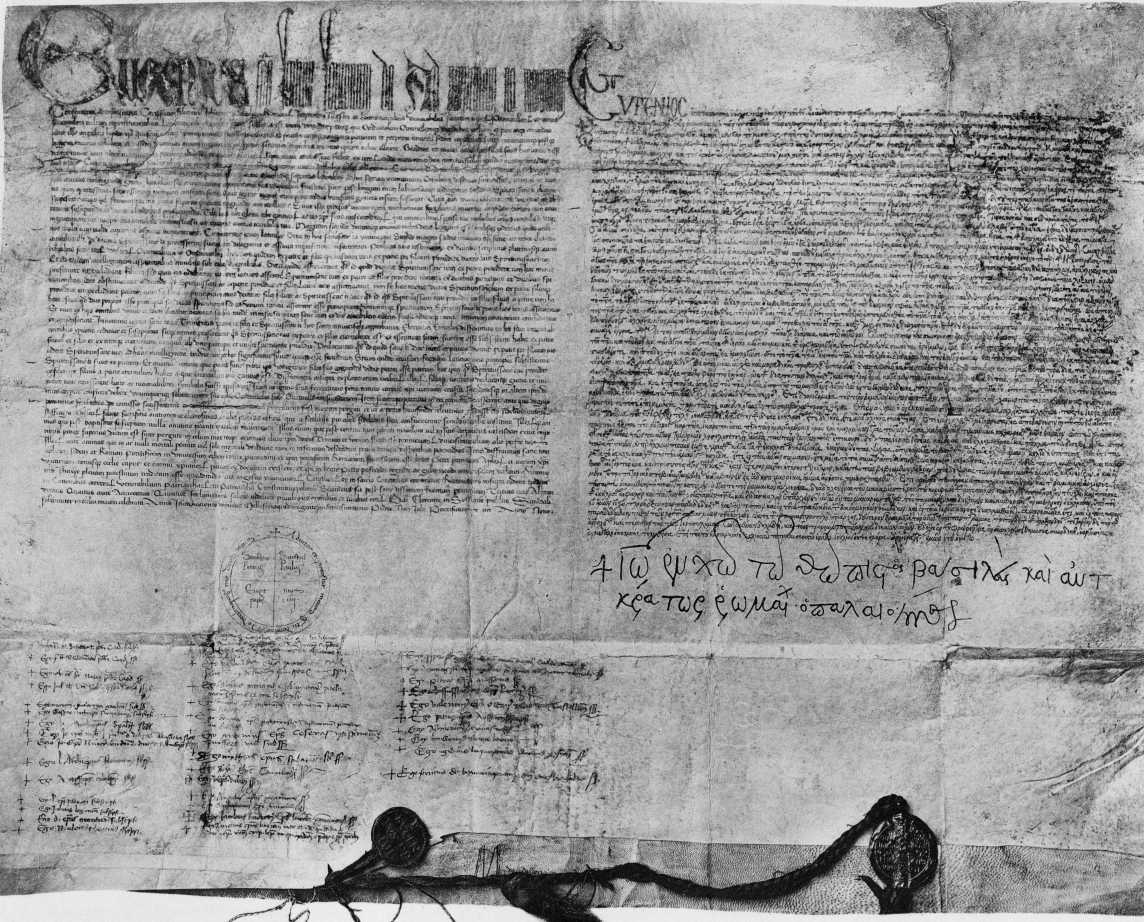
Actul de unire a Bisericii Constantinopolului cu Biserica Romei, cu semnătura și sigiliul împăratului Ioan al VIII-lea Paleologul, Florența, 6 iulie 1439

Conciliul de la Basel, Ferrara și Florența (1431–1449) a fost convocat de papa Martin al V-lea (1417-1431), în 1431, la Basel, ca aplicare a decretului Conciliului de la Konstanz (decretul Frequens), care prevedea ținerea periodică a unui conciliu al Bisericii Catolice; Elveția, în acea epocă, era în întregime catolică. Acest al XVII-lea conciliu ecumenic și-a desfășurat lucrările, pe rând, la Basel, Ferrara și Florența, întrucât papa Eugeniu al IV-lea a mutat lucrările conciliului la Ferrara, iar apoi la Florența.  
Conciliul al XVII-lea ecumenic a avut ca subiecte, între altele, adoptarea unei reforme a Bisericii, îndeosebi problema ereziei husite, și reunificarea Bisericii Răsăritului cu Biserica Catolică. Acestea erau despărțite de aproape 400 de ani (din 1054). Rezultatele Conciliului nu au fost de durată.

## Ferrara - Florența
La 8 ianuarie 1438 s-a deschis Conciliul de la Ferrara, opus celui de la Basel. Toate deciziile luate la Basel au fost declarate nule. Acesta l-a suspendat pe papă și a luat în mâini guvernarea Bisericii la 24 ianuarie. Papa Eugen al IV-lea i-a excomunicat pe preoții conciliului de la Basel la 15 februarie. Aceștia au replicat, l-au declarat eretic pe Eugen al IV-lea la 26 iunie 1439 și l-au depus din treaptă..

### Ferrara
La 27 noiembrie 1437 delegația bizantină trimisă la Conciliul de la Ferrara și condusă de împăratul Ioan al VIII-lea Paleologul s-a îmbarcat la Constantinopol cu destinația Veneția. Împăratul era însoțit de 21 de mitropoliți și episcopi, între care se afla patriarhul de Constantinopol, și o suită de arhimandriți și membri ai clerului, până la vreo 700 de persoane. Marcu al Efesului, Isidor al Kievului, Bessarion (Visarion) al Niceei și Andrei al Rodosului sunt personalitățile cele mai cunoscute. Din delegație făceau parte și doi episcopi ortodocși români, unul din Țara Românească și celălalt din Moldova, mitropolitul Damian.

#### Unirea Bisericilor

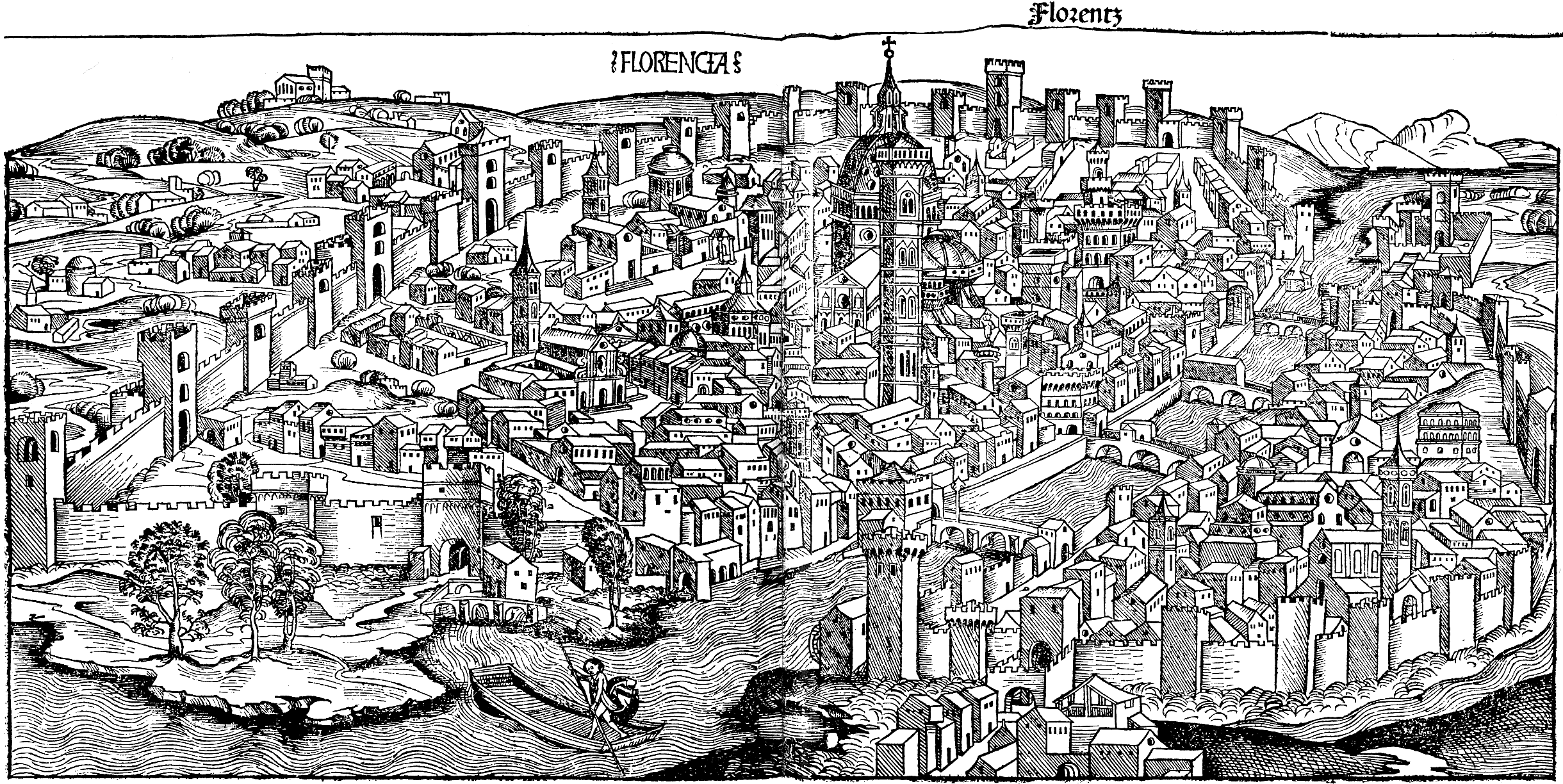
Florența prin 1490.

Unul dintre motivele transferului la Ferrara a fost o cerere din partea orientalilor: Biserica Răsăriteană, care căuta sprijin pentru a face față amenințării otomane, a fost de acord să participe la un conciliu ecumenic - ei nu participaseră la ședințele Conciliului de la Basel. — cu condiția ca acesta să fie situat pe malul Mării Adriatice, pentru ca, în cazul unui atac turcesc, orientalii să se poată întoarce rapid în țara lor. Nicolae de Cusa a fost trimis în misiune la Constantinopol pentru a-i convinge pe greci să participe la conciliu.
La 27 noiembrie 1437 delegația greacă trimisă la Conciliul de la Ferrara și condusă de Ioan al VIII-lea Paleologul s-a îmbarcat de la Constantinopol spre Veneția. Împăratul este însoțit de douăzeci și unu de mitropoliți și episcopi, printre care patriarhul Iosif al II-lea al Constantinopolului, și o suită de arhimandriți și membri ai clerului, până la aproximativ șapte sute. Marcu, mitropolitul Efesului, Isidor al Kievului, Basilius Bessarion (Vasile Visarion), mitropolitul Niceei și Andrei, arhiepiscopul Rodosului, sunt cele mai cunoscute figuri.
Papa și-a făcut intrarea solemnă în Ferrara pe 27 ianuarie 1438, unde la 8 februarie a reunit toți cardinalii, episcopii și doctorii prezenți în oraș. Cardinalul Sfintei Cruci s-a dus la Veneția pentru a-l primi pe împăratul bizantin care a sosit la Ferrara pe 4 martie cu alaiul său. Bessarion a fost numit împreună cu Mitropolitul Efesului Marcu Eugenikos pentru a apăra poziția Bisericii grecești. El a rostit discursul inaugural la 8 octombrie 1438. Prima sesiune publică a avut loc a doua zi în catedrala din Ferrara. Papa era așezat pe un tron culminat cu baldachin, în dreapta altarului mare. Puțin mai jos, erau instalate tronul împăratului și scaunul patriarhului. În nava bisericii erau înghesuiți cardinali, arhiepiscopi, episcopi, stareți, generali ai ordinei, numeroși clerici, dar și duci, conți și ambasadori din tot Occidentul. Printre ei, Niccolò al III-lea d'Este, stăpânul locului, savurează triumful diplomației sale.
Dacă, inițial, Bessarion a insistat să condamne adăugarea Filioque la Crezul de la Niceea de către Biserica Latină, poziția sa a evoluat în fața argumentelor dominicanului Ioan de Montenero și a pledat pentru reconcilierea Bisericilor în fața delegației grecești, în aprilie 1439. Mitropolitul Marcu al Efesului, la rândul său, a contest apropierea catolico-ortodoxă. În ciuda presiunilor din partea lui Basileului, el a fost singurul episcop care nu a semnat textul (Laetentur coeli) al Conciliului.
În cursul celei de-a XVI-a sesiuni, la 10 ianuarie 1439, Papa le-a propus grecilor mutarea conciliului la Florența, întrucât ciuma izbucnise în Ferrara. Conciliul se reia la Florenta pe 16 ianuarie.
Patriarhul Iosif al II-lea, în vârstă de aproape optzeci de ani și bolnav, a murit la 10 iunie 1439. Dispariția sa a cauzat o emoție profundă printre participanții la Conciliu, întrucât era un «entuziast partizan al unirii dintre Biserici».
La 5 iulie 1439, formula de înțelegere, bula Laetentur coeli («Să se înveselească cerurile»), a fost semnată de reprezentanții latini și bizantini. Textul în limba greacă are treizeci și trei de semnatari între care împăratul Ioan al VIII-lea Paleologul, viitorul patriarh al Constantinopolului Ghenadie al II-lea Scholarios, Bessarion și Isidor al Kievului. Cu toate acestea, s-au exercitat presiuni asupra delegației grecești, iar episcopul Antonie de Heraclea a declarat după conciliu „că a procedat rău în semnarea uniunii”, dar că a fost obligat să facă acest lucru.

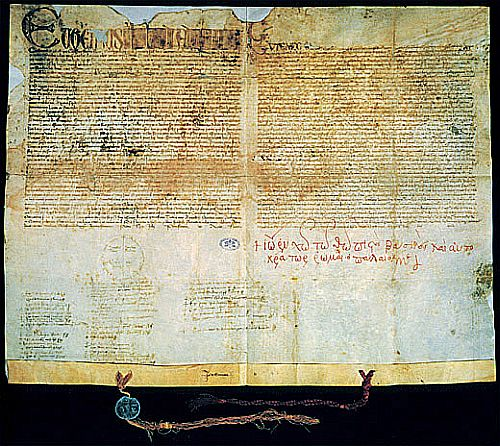
Bula de Unire între Roma și Constantinopol, din 6 iulie 1439.

La 6 iulie 1439, Bassarion, Mitropolitul Niceei, a citit versiunea greacă a decretului de unire a Bisericilor la Santa Maria del Fiore. Versiunea latină a fost citită de cardinalul Giuliano Cesarini. Cu toate acestea, eclesiasticii greci, aflați pe o parte a altarului în timpul liturghiei solemne celebrate în fața întregului sinod, au refuzat să primească împărtășania în cea mai mare parte.
Delegația greacă s-a îmbarcat la Veneția la 19 octombrie 1439. Mitropolitul Kievului, Isidor, s-a alăturat Unirii Bisericilor în numele Bisericii Ruse. Întors la Moscova în 1441, nu a reușit să impună Unirea. Prințul Vassili al II-lea l-a arestat și a eliberat Biserica Rusă de sub tutela bizantinilor.
La rândul lor, Ioan al VIII-lea Paleologul și Bassarion s-au confruntat cu opoziția populației la întoarcere și nu au reușit să impună unirea Constantinopolului cu Roma. Masa poporului bizantin a considerat că a fost sacrificată Ortodoxia pentru pure interese politice. Proclamarea Unirii la Constantinopol nu a avut loc în cele din urmă decât pe 12 decembrie 1452.
Emisarii lui Grigore al IX-lea Mousabegian, Catholicos al Bisericii Apostolice Armene, cu sediul la Sis în Cilicia, au acceptat, de asemenea, reunirea cu Biserica Romană în decretul „Exsultate Deo” din 22 noiembrie 1439.
La 26 aprilie 1441, Conciliul a fost transferat de la Florența la Roma. Au avut loc două sesiuni, în timpul cărora au fost publicate decrete privind reunirea iacobiților din Siria (Decretul Multa et admirabilia din 30 septembrie 1444), a caldeenilor și a maroniților (Decretul Benedictus din 7 august 1445).
Din 1439 până în 1441, reprezentanți ai Patriarhului copt al Alexandriei și călugări etiopieni din Ierusalim au luat parte la Conciliul de la Florența. Primii au fost de acord să se alăture unirii prin semnarea bulei Cantate Domino la 4 februarie 1442. Etiopienii, pe de altă parte, s-au mulțumit să manifeste un anumit respect față de Biserica Romană, chiar dacă au afirmat bunăvoința regelui lor față de papalitate și dorința sa de a semna uniunea în cazul unor negocieri directe. Prezența lor a atins o coardă sensibilă: au contribuit la facerea cunoscută în Occident prezența unui regat creștin în valea superioară a Nilului și au încurajat răspândirea zvonurilor despre bogăția și puterea acestui conducător, care a fost comparat cu regatul celebrului Preot Ioan. Simboluri ale universalității puterii papale, artistul Filarete a mers atât de departe încât le-a reprezentat pe ușile din bronz pe care le-a turnat pentru Bazilica Sfântul Petru în 1445.

## Rezultate
Rezultatul principal a fost recunoașterea de către Biserica Ortodoxă, prin care capul Bisericii este Papa de la Roma, opțiune susținută de Ioan al VIII-lea Paleologul, Patriarhul latin de Constantinopol (Vasile Bessarion) și Patriarhul ortodox al Constantinopolului (Grigore al III-lea). Cu toate acestea, opoziția unor călugări greci, care aveau mare putere în Biserica Răsăriteană, și cucerirea Constantinopolului de către turci a făcut ca acordul ce a fost încheiat să nu fie ratificat, iar separarea celor două ramuri ale Bisericii să se mențină.

## Legături externe
- fr  Acte du Saint Concile Œcuménique de Florence Revue de l'Orient chrétien, 1896, n°3, p. 305-314 (online)
- it  Concilio di Basileo-Ferrara-Firenze-Roma
- en  Byzantines in the Florentine polis: Ideology, Statecraft and ritual during the Council of Florence Arhivat în 24 aprilie 2009, la Wayback Machine.
- en  Detailed chronology of the Consilium Arhivat în 22 septembrie 2008, la Wayback Machine.
- en  Catholic Encyclopedia: Council of Basle
- en  Catholic Encyclopedia: Ferrara
- en  Catholic Encyclopedia: Council of Florence
- en  Documents of Council of Florence Arhivat în 13 august 2011, la Wayback Machine.
- en  Fatto dei Greci: Pictorial Allusions to the Nearly-Forgotten Council of Florence Arhivat în 5 ianuarie 2013, la Archive.is
- Hotărâre oficială privind adaosul Filioque Arhivat în 4 septembrie 2013, la Wayback Machine., 20 octombrie 2010, Adrian Agachi, Ziarul Lumina